# Rosolino Bianchetti Boffelli
Rosolino Bianchetti Boffelli (Camisano, Italia, 25 de febrero de 1945) es un obispo católico italiano, quién es obispo emérito de Quiché desde el 15 de abril de 2023.

## Biografía
Rosolino Bianchetti Boffelli nació en Camisano, en la provincia de Cremona y dentro de la Diócesis de Crema, el 25 de febrero de 1945. Fue ordenado sacerdote el 28 de junio de 1974 y durante tres años ejerció su misión pastoral como Curato de la parroquia de «Santa Maria della Croce» en Crema. En 1977 viajó como misionero, primero a Venezuela y, a partir de 1979, a Guatemala. Estuvo en la diócesis de Escuintla, luego fue trasladado a la de Quiché .
Fue párroco en Uspantán, luego en la parroquia de Lancetillo, y finalmente se ofreció como voluntario para el pueblo de Chajul, un municipio que fue escenario de una masacre en la que fueron asesinados el párroco, el sacristán y algunos catequistas. En ese pueblo fundó la cooperativa «Val Vaq Quiol» que trabaja en el campo del comercio justo y que ha permitido a la gente del lugar tomar conciencia de sus derechos y deberes en la comercialización de sus productos.
El 20 de noviembre de 2008, el Papa Benedicto XVI lo nombró obispo de Zacapa y Esquipulas. Recibió la ordenación episcopal el 31 de enero de 2009 de manos del entonces obispo de Quiché Mario Alberto Molina Palma.
El 14 de septiembre de 2012, el mismo Papa Benedicto XVI lo nombró obispo de Quiché.
El 15 de abril de 2023, el Papa Francisco aceptó su renuncia al gobierno pastoral de la diócesis por haber alcanzado los 75 años, el límite de edad.